# 1967–1968-as német férfi kézilabda-bajnokság (első osztály)
A német kézilabda-bajnokság 1967–1968-as szezonja volt a bajnokság második szezonja. A bajnokságban az előző szezonhoz hasonlóan 16 csapat vett részt, 2 csoportra osztva. A bajnok a szezon végén az SG Leutershausen lett.

## Északi csoport
| #  | Csapat                  | Mérk. | Gy | D | V | Gólarány | Gólkülönbség | Pont |
| -- | ----------------------- | ----- | -- | - | - | -------- | ------------ | ---- |
| 1. | VfL Gummersbach         | 14    |    |   |   | 299:203  | +96          | 25   |
| 2. | TSV Grün-Weiß Dankersen | 14    |    |   |   | 237:176  | +61          | 21   |
| 3. | THW Kiel                | 14    |    |   |   | 185:181  | +4           | 18   |
| 4. | TuS Wellinghofen        | 14    |    |   |   | 173:179  | -6           | 16   |
| 5. | Hamburger SV            | 14    |    |   |   | 208:210  | -2           | 12   |
| 6. | BSV 98 Solingen         | 14    |    |   |   | 185:232  | -47          | 09   |
| 7. | Polizei SV Hannover     | 14    |    |   |   | 181:225  | -44          | 07   |
| 8. | VfL Bad Schwartau       | 14    |    |   |   | 194:256  | -62          | 04   |

Kiesett: Polizei SV Hannover, VfL Bad Schwartau.

Feljutott: Eintracht Hildesheim, RSV Mülheim an der Ruhr.

## Déli csoport
| #  | Csapat                 | Mérk. | Gy | D | V | Gólarány | Gólkülönbség | Pont |
| -- | ---------------------- | ----- | -- | - | - | -------- | ------------ | ---- |
| 1. | SG Leutershausen       | 14    |    |   |   | 282:188  | +94          | 25   |
| 2. | Frisch Auf Göppingen   | 14    |    |   |   | 236:205  | +31          | 18   |
| 3. | TV Hochdorf            | 14    |    |   |   | 194:194  | 0            | 15   |
| 4. | TSV Birkenau           | 14    |    |   |   | 216:209  | +7           | 14   |
| 5. | Reinickendorfer Füchse | 14    |    |   |   | 216:233  | -17          | 13   |
| 6. | TuS Neunkirchen        | 14    |    |   |   | 205:226  | -21          | 11   |
| 7. | Spvgg Möhringen        | 14    |    |   |   | 194:225  | -31          | 11   |
| 8. | Berliner SV 92         | 14    |    |   |   | 186:249  | -63          | 05   |

Kiesett: TuS Neunkirchen, Berliner SV 92.

Feljutott: Turnerschaft Esslingen, TV 05/07 Hüttenberg.

## Döntő
VfL Gummersbach – SG Leutershausen 13 – 20

## Külső hivatkozások
- bundesligainfo.de